# Коммунистическая партия Польши (1965)
Это статья о польской нелегальной коммунистической организации, существовавшей в 1965—1996 годах.
 
О других организациях с аналогичным названием см. статьи Коммунистическая партия Польши и Коммунистическая партия Польши (2002).
Коммунистическая партия Польши (пол. Komunistyczna Partia Polski) — нелегальная организация польских ортодоксальных коммунистов, функционировавшая в 1965—1996 годах. Создана бывшими членами ЦК правящей Польской объединённой рабочей партии (ПОРП) во главе с Казимежем Миялем, отстранёнными от власти Владиславом Гомулкой после событий 1956 года. Придерживалась идеологии антиревизионизма, сталинизма, маоизма и ходжаизма, была связана с властями НРА и КНР. В ПНР считалась иностранной агентурой, преследовалась органами госбезопасности. Влияния в польском обществе фактически не имела, но пыталась нелегально распространять литературу антиревизионистского характера.

## Консолидация ортодоксальных сил
VIII Пленум Центрального Комитета Польской объединённой рабочей партии, прошедший в Варшаве 19-21 октября 1956 года, вопреки изначальной позиции руководства КПСС (хотя и считавшего необходимым отстранение Охаба, но не определившегося с предпочитаемым кандидатом), избрал новым Первым секретарём ЦК партии опального Владислава Гомулку, во время событий 1948 года поддержавшего югославскую позицию (так, он единственным из руководителей компартий выступил против исключения КПЮ из Коминформа) и за это отсидевшего в тюрьме, который был реабилитирован под давлением Хрущёва. Единственным членом ЦК, проголосовавшим против избрания Гомулки, был глава канцелярии покойного президента Берута Казимеж Мияль, занимавший в то время пост министра коммунального хозяйства и директора Инвестиционного банка. Он понимал, что Гомулка, полностью поддержавший решения ХХ съезда КПСС, вопреки обещаниям проводить реформы постепенно (данным под давлением советского руководства), начнёт радикальную десталинизацию.
Уже в мае следующего года, когда на IX Пленуме ЦК ПОРП Гомулка атаковал «ревизионизм» и «догматизм», в стране появились составленные неизвестными листовки, в которых он сам обвинялся в ревизионизме. Бывший военный атташе Польши в СССР С. Висек в беседе с советским писателем М. Соколовым подверг резкой критике деятельность нового министра обороны Мариана Спыхальского (также реабилитированного вместе с Гомулкой и заменившего на посту отозванного в СССР маршала Рокоссовского, считавшегося «сталинистом» и «назначенцем Москвы»), всего нового руководства ПОРП в целом и заявил, что «Польша в своём развитии обратилась вспять, а лучшие люди остались не у дел».
В марте 1958 года на XI Пленуме ЦК ПОРП консервативные силы попытались перейти в контрнаступление против реформаторов, предварительно заручившись поддержкой СССР и Китая. 28 января председатель Ревизионной комиссии ЦК ПОРП С. Матушевский (в годы руководства Берута возглавлявший Административный отдел ЦК), видный консерватор, посетил советское посольство и встретился с послом П. Абрасимовым. Он заявил, что «в руководстве партии имеются люди, которые сознательно стремятся сохранить ревизионистов в партии». На вопрос советского посла, кого он имеет в виду, Матушевский уклонился от прямого ответа, но дал понять, что это делают люди еврейской национальности, близко стоящие к Гомулке. Гость также сообщил послу, что на ближайшем пленуме с Гомулки спросят, почему он сохранил ревизионистов в партии. Абрасимов лишь посоветовал Матушевскому донести свою озабоченность до Гомулки и выразил убежденность, что всем партийным кадрам нужно сейчас сплотиться вокруг Первого секретаря, с чем Матушевский неохотно согласился. Куда больше понимания ортодоксы нашли в китайском посольстве.
Заместитель министра труда и социального обеспечения В. Клосевич выступил на Пленуме с критикой экономической политики правительства Циранкевича, а также обвинил Гомулку в попытках идти против руководства КПСС (приведя в качестве примера отказ польской делегации включить в Декларацию московского Совещания представителей коммунистических и рабочих партий 1957 года фразу «во главе с Советским Союзом»). Хотя его выступление было поддержано рядом выступавших, большинство делегатов выступило в защиту Гомулки, и попытка консерваторов легально остановить реформы провалилась. Клосевич был исключён из ЦК и снят с поста, а Матушевский был понижен с председателя до рядового члена Ревизионной комиссии. 
Посол КНР в Польше Ван Бинь-нань в разговоре с послом Абрасимовым оценил итоги Пленума как в целом благоприятные для консервативных сил и не скрывал своего скепсиса в отношении Гомулки. «Вероятно, Гомулка повторяет свои прежние ошибки, совершённые ещё в 1948 году. Ему по-прежнему присущи некоторые тенденции правого уклона. В ПНР только говорят об изучении сельскохозяйственного опыта СССР, а фактически перенимают опыт Югославии» — сказал он. Абрасимов был настроен более благожелательно к реформаторам: «Гомулка — самая сильная и влиятельная фигура в ПНР. Он честный коммунист и его надо поддерживать. Так называемые «догматики», среди которых есть и старые коммунисты, по-существу занимаются фракционной деятельностью, критиканством, не помогают Гомулке, и всё это на руку ревизионистам». Сходной позиции придерживался при беседе с китайским дипломатом и бывший глава партии Охаб — он считал, что главной опасностью для Гомулки являются «ревизионисты», а так называемых «догматиков» разделил на две группы — тех, кто выступает против Хрущёва и тех, кто выступает против Гомулки.
Убедившись в том, что новое советское руководство не настроено опираться на консервативные силы и поддерживает Гомулку, часть консервативных сил (национал-католическая группа «ПАКС») отказалась от дальнейшего противодействия ему, но наиболее последовательные ортодоксы сделали ставку на Китай и Албанию, с конца 50-х годов вступивших в ожесточённое идеологическое противостояние с СССР. Они установили контакты с посольствами этих стран и периодически собирались на небольшие встречи, где обвиняли польские партийные власти, а через какое-то время — начали распространять документы Коммунистической партии Китая (КПК). Один из таких несломленных «догматиков», журналист К. Яжембовский, позднее следующим образом характеризовал эти настроения: «Считал и считаю, что со смертью Сталина произошел упадок передовой роли Советского Союза в международном коммунистическом движении. Его наследники – Маленков, Хрущев или Брежнев – уже не соответствовали этой роли. Всех их превосходил Мао, представлявший страну с миллиардным населением».
В декабре 1963 года появилась первая большая брошюра радикалов: «Победа в борьбе! Пассивность и молчание – это гибель!», за авторством молодых журналистов Ю. Снециньского, С. Сенкевича, Р. Конарского и научного сотрудника А. Калестыньского, редактором выступил Казимеж Мияль. В документе говорилось о последовательном проникновении международного капитала во все сферы жизни польского общества и об усилении буржуазной идеологии. Проводниками западного влияния назывались сионисты и троцкисты, под давлением которых якобы произошло освобождение из заключения главы польского епископата кардинала С. Вышиньского, восстановление закона Божьего в школе и активизация «реакционной части духовенства». ПОРП обвинялась в отходе от генеральной марксистско-ленинской линии, а ее руководство — в том, что стало марионетками в руках «буржуазных интеллектуалов». На средства албанского посольства брошюра была размножена и в количестве 10 тыс. экземпляров разослана работникам партаппарата, а также делегатам проходившего в июне 1964 года IV съезда ПОРП. За это Мияль был снят с должности директора Инвестиционного банка и на два месяца помещён под домашний арест. В начале августа 1964 года были арестованы основные участники его группы (Яжембовский, Снециньский и др.). Следствие по их делу вёл заместитель министра внутренних дел Ф. Шляхчиц, а в камеры к заключенным приходил беседовать председатель Главной комиссии партийного контроля Р. Новак. В начале сентября Яжембовский, Сенкевич, Снециньский, а также рабочий М. Фельчак были приговорены к нескольким месяцам заключения (позже срок увеличили до 3-х лет) за «распространение ложных сведений о Народной Польше».
Хотя фамилия Мияля не фигурировала в деле, Гомулка подозревал именно его в организации распространения нелегальной литературы и  30 ноября 1964 года вывел его и его сторонников во главе с С. Лапотом из ЦК ПОРП, одновременно сняв со всех государственных и партийных постов, тем самым окончательно завершился разгром так называемой «натолинской фракции». Хотя в ПОРП ещё оставалась консервативная фракция «партизан» Мечислава Мочара, в целом антиреформаторские силы потерпели большое поражение.
4 декабря 1965 года в конспиративной обстановке состоялось организационное собрание тех ортодоксов, кто ещё не был арестован, и бывших «натолинцев», изгнанных Гомулкой из партийных и государственных органов. Было принято решение о создании новой Коммунистической партии Польши (КПП) во главе с Казимежем Миялем. В руководство вошли также бывший глава сельскохозяйственного отдела ЦК ПОРП и экс-председатель Вроцлавского воеводского совета Хилари Хелховский, бывший председатель Комитета общественной безопасности Владислав Двораковский и бывший глава Краковской воеводской парторганизации С. Бродзиньский. Кадровый состав партии на 80 % состоял из рабочих-ветеранов польского коммунистического движения и марксистов-интеллектуалов.
Новая КПП категорически осуждала «ревизионистскую» политику, проводимую Гомулкой с 1956 года. «Польский Октябрь», наравне с «хрущёвской оттепелью», рассматривались как оппортунизм и «реставрация капитализма». Резкую критику группы Мияля вызывали уступки Гомулки польской католической церкви, отказ от коллективизации, концепция «польского пути к социализму». КПП требовала возврата к идеологии и практике ортодоксального сталинизма в духе исторической компартии, ППР и ПОРП конца 1940-х — начала 1950-х.
В 1965 году опальный С. Матушевский попытался донести эти взгляды до руководства Всемирной федерации профсоюзов во время её VI конгресса, проходившего в Варшаве 8–22 октября. Любопытно, что авторы отчета для руководства польского МВД, отталкиваясь от прежней принадлежности Матушевского к Польской социалистической партии, включили его в число «ревизионистско-социал-демократических элементов», хотя воззрения отставного заведующего Административным отделом ЦК и бывшего председателя Ревизионной комиссии партии никак не соответствовали этой характеристике. Упоминались в отчете и другие выразители «догматистских взглядов», обратившие на себя внимание спецслужб обсуждениями в частных разговорах «возможности разворачивания деятельности среди профсоюзов». МВД отметило «отдельные попытки распространения среди деятелей профсоюзов материалов антипартийного содержания («Письма к делегатам», написанного миялевской группой)». Кроме того, как сигнализировали представители окружного совета профсоюза строителей, на некоторых предприятиях Варшавы и Мазовецкого воеводства имели место «промиялевские выступления».

## С Албанией
В 1966 году Казимеж Мияль тайно покинул Польшу (использовав полученный от посольства НРА албанский паспорт) и перебрался в Албанию, откуда от имени Компартии Польши принялся распространять через албанское посольство антигомулковские листовки. В них Первый секретарь ЦК ПОРП критиковался за неспособность повысить жизненный уровень населения, неэффективную экономику, разгул террора и оторванность власти от народа. Этот набор обвинений, несколько странный для последователей Сталина, свидетельствует, что «догматики» отнюдь не закоснели в своих взглядах, но живо чувствовали настроение общества, чьей поддержкой они пытались заручиться. Мияль поступил на «Радио Тираны» и стал вести политико-пропагандистскую программу на польском языке. Также была организована польская редакция «Радио Тираны», передававшая многочасовые передачи на, из-за нехватки польскоязычных кадров и их недостаточного уровня подготовки, польском языке с сильным акцентом, по причине чего эти передачи не пользовались популярностью и были малоэффективны. Через албанское посольство в Варшаве делались попытки вербовать новых членов в КПП. Обращались, в основном, к ветеранам исторической КПП и ППР, бойцам Гвардии Людовой и Армии Людовой.
Сам Гомулка видел в этих интригах руку китайцев. В мае 1969 года, беседуя с Николае Чаушеску, он прямо заявил, что «Компартия Польши – это организация, созданная албанцами на китайские деньги, а ее существование – часть подрывной работы, которую КПК ведет по всему миру с целью распространить свои великодержавные интересы». Служба безопасности ПНР приняла меры для пресечения агитации КПП. Несколько человек были арестованы и приговорены к лишению свободы. Эти факты побудили Службу безопасности составить биографические справки на участников КПП, на основе которых можно получить представление о социальной основе этой организации. Под прицел работников госбезопасности попали одиннадцать человек – сплошь бывшие партийные функционеры, в большинстве сделавшие карьеру при Беруте, а затем по каким-то причинам разошедшиеся с линией Политбюро.
В декабре 1968 года СБ ПНР был арестован Хелховский, распространявший антигомулковские листовки. Было установлено, что он привлёк в состав организации ряд лиц во Вроцлаве, Люблине и Островце Свентокшиском. Помимо этого, во Вроцлаве Хелховский наладил контакт с прокитайской группой греков.

## С Китаем
Понимая, что Албания не в состоянии оказать подпольной компартии большой помощи, Мияль занялся налаживанием связей с Китаем. Ещё в мае 1970 года он, как глава Коммунистической партии Польши, поздравил Китай с запуском его первого искусственного спутника Земли, о чём сохранилась запись в номере газеты «Чунцин жибао». В 70-е Мияль часто посещает КНР — так, 29 января 1975 года он побывал на источниках Юйгунцюань в провинции Хэнань, а 6 мая того же года — в Сиане. Он активно критиковал польские и советские власти, несколько раз встречался с Мао Цзэдуном.

Деятельность так называемой КПП следует рассматривать в более широкой перспективе раскола в коммунистическом движении. Китайцы финансово и организационно поддерживали маоистские партии по всему миру. В ПНР роль посредников в таких контактах взяли на себя албанцы, потому что Албания была единственной восточноевропейской страной, которая выбрала покровительство Пекина, а не Москвы. КПП получила серьёзную помощь, абсолютно непропорциональную своему значению. В 70-х годах она была полностью под контролем СБ, пронизана секретными сотрудниками и фактически не могла действовать.

2 июля 1970 года заместитель министра внутренних дел Р. Матеевский направил партийному руководству обобщающую записку относительно «направлений маоистской диверсии пекинского и тиранского центров». Матеевский сообщал, что «догматики» используют в своих целях не только албанское посольство, но также «маоистские фракции» в Бельгии и Австрии. Только в 1968 – первом квартале 1970 года из Китая, Албании, Франции, Италии, Австрии и Западного Берлина в Польшу поступило 116 070 посылок, содержавших более миллиона брошюр, листовок и цитатников Мао Цзэдуна. Из них материалы Компартии Польши составляли: в 1968 году – 1300 посылок и 40 893 экземпляра, в 1969 году – 8520 и 25 000, а в 1-м квартале 1970 года – 4250 и более 6000 соответственно. Также албанское посольство с 1965 года передало членам КПП 370 000 экземпляров различных пропагандистских материалов. Увеличилось число ежедневных 30-минутных радиопередач на польском языке, транслируемых из Албании: с четырех в 1966 году до восьми – в 1970 году, в 1968 году начала свои трансляции польская редакция пекинского радио – по две 30-минутных передачи ежедневно.
Матеевский также отмечал, что после августа 1968 года (участия польских войск в подавлении «Пражской весны») китайская пропаганда стала более агрессивной. На IX съезде КПК в апреле 1969 года впервые было открыто заявлено о существовании подпольной Компартии Польши. Генерал обращал внимание на то, что если албанская пропаганда пыталась воздействовать только на рабочих и молодежь, то китайская не выделяла определенных групп населения и была рассчитана на всех жителей страны, однако в своей конкретной деятельности работники посольства КНР всё же проводили усиленную работу среди некоторых категорий населения: людей, снятых с партийных и государственных постов, школьников, студентов и греческих эмигрантов. Весьма облегчало китайцам задачу то, что многие учителя географии отправляли своих учеников в посольство за иллюстративными материалами, а дипломатические работники, пользуясь случаем, передавали им пропагандистские листовки.
После смерти Мао Цзэдуна отношения между Китаем и Албанией сильно ухудшились. Идеологически Миялю была более близка ходжаистская НСРА, однако в новых условиях Албанская партия труда, лишённая поддержки КПК, начала переход к режиму жёсткой экономии и уже не могла поддерживать КПП так же, как раньше. Мияль был вынужден перебраться в Китай, но новые китайские власти во главе с Хуа Гофэном и Дэн Сяопином взяли курс на улучшение отношений с США и отказ от поддержки маоистских партий в мире.

## Закат
Службе безопасности ПНР к середине 70-х годов удалось фактически парализовать деятельность КПП. В 1965–1970 гг. у членов КПП было конфисковано 8 копиров, 15 пишущих машинок, 2 радиотранзистора, одна радиостанция, а также автомобиль «Варшава», купленный на деньги посольства Албании. Было установлено, что за эти годы КПП получила от албанцев 2,5 миллиона злотых. Также в Польшу несколько раз приезжал сотрудник албанской разведки Кочи Ксенго, пытавшийся усилить деятельность партии, каждый раз польская госбезопасность брала его под наблюдение. По настоянию польского МИД, из страны был выслан посол Албании и 1-й секретарь албанского посольства.
В результате прекращения китайской помощи и пресечения помощи из НСРА, партия как таковая перестала существовать. Единственным её существенным успехом можно считать формирование группы сторонников в греческой диаспоре в количестве около 400 человек, имевшей поддержку среди чехословацкой и румынской греческих диаспор. Негативную роль сыграла также Культурная революция в Китае, которая была использована пропагандой ПОРП для дискредитации маоизма и его сторонников.
В 1983 году Казимеж Мияль вернулся в Польшу. С его точки зрения, правящий режим даже в период военного положения продолжал ревизионистскую линию, шёл на уступки антикоммунистической оппозиции. Мияль попытался развернуть подпольную агитацию против режима генерала Ярузельского, распространял антиправительственные листовки, безуспешно пытался восстановить деятельность КПП и в 1984 году был арестован. Ему инкриминировалось распространение антиправительственных листовок и участие в убийстве Ежи Попелушко. Через несколько месяцев Мияль был освобождён за очевидной непричастностью.
Забастовочное движение 1988 года, Круглый стол, победа «Солидарности» на парламентских выборах, отстранение ПОРП от власти, развал бывшей правящей партии, «шоковая терапия» Бальцеровича прошли без всякого участия КПП. На политику Третьей Речи Посполитой партия также никак не влияла, хотя Мияль время от времени выступал с публичными заявлениями. В 1996 году он объявил о роспуске Компартии Польши.
В дальнейшем члены КПП совместно с консерваторами из бывшей ПОРП, не принявшими её преобразование в социал-демократическую партию, участвовали в создании новой польской компартии.

## Издания
У Компартии Польши было подпольное издательство «Победа в борьбе» (пол. «W walce zwycięstwo»), которое осуществляло перевод на польский язык и нелегальное издание работ антиимпериалистических, антиревизионистских, китайских и албанских авторов. Известно про то, что им были изданы и распространялись работы албанского руководителя Энвера Ходжа:
- Enwer Hodża. Sprawozdania i przemówienia. 1971-1973. — W walce zwycięstwo, 1974. — 181 с.
- Enwer Hodża. Albańska partia pracy w walce przeciwko rewizjonizmowi chruszczowowskiemu. — W walce zwycięstwo, 1976. — 305 с.